# Phanoperla namcattien
Phanoperla namcattien és una espècie d'insecte plecòpter pertanyent a la família dels pèrlids.

## Descripció
- El mascle fa 7,2 mm de llargària total, les ales davanteres 7 i les del darrere 6,3.
- El cap i la resta del cos són de color marró groguenc. Les membranes de les ales són clares.[3]

## Distribució geogràfica
Es troba a Indoxina: el sud del Vietnam.